# Jesús de Miguel Alameda
Jesús de Miguel Alameda (Madrid, 21 de septiembre de 1996) es un futbolista español que juega de delantero en las filas del Club Deportivo Castellón de la Liga Hypermotion.

## Trayectoria
De Miguel es un jugador nacido en Madrid, formado en las categorías inferiores del CDE Lugo Fuenlabrada y del CD Leganés y en la temporada 2015-16 daría el salto desde el Juvenil "A" al CD Leganés B para competir en la Tercera División de España.
Tras dos temporadas en el CD Leganés B, en 2017 firmó por el Club de Fútbol Internacional de Madrid en Tercera División de España con 20 años en la temporada 2017-18, anotando nueve goles en 33 partidos y siendo clave en el ascenso de su equipo a la Segunda División B de España.
La temporada 2018-19, firma con el CF Fuenlabrada de la Segunda División B de España con el que disputó la primera vuelta y en la segunda fue cedido al Unión Adarve de la Segunda División B de España.
En la campaña 2019-20, firmó por el CDA Navalcarnero en la Tercera División de España, anotando 12 goles en 29 partidos, uno de ellos el del ascenso a Segunda División B de España. En la temporada 2020-21, anotó cuatro tantos en 17 partidos con el CDA Navalcarnero en la categoría de bronce del fútbol español.
La temporada 2021-22, firmó por Unionistas CF de la Primera División RFEF, con el que anota 12 goles en 36 partidos.
El 31 de enero de 2023, firma por el Club Deportivo Castellón de la Primera División RFEF.

## Clubes
| Club                                   | País   | Año       |
| -------------------------------------- | ------ | --------- |
| CD Leganés B                           | España | 2015-2017 |
| Club de Fútbol Internacional de Madrid | España | 2017-2018 |
| Club de Fútbol Fuenlabrada             | España | 2018-2019 |
| Unión Adarve (cedido)                  | España | 2019      |
| CDA Navalcarnero                       | España | 2019-2021 |
| Unionistas CF                          | España | 2021-2023 |
| Club Deportivo Castellón               | España | 2023-     |